# Nascar

Starten i årets första Sprint Cup-lopp, Daytona 500, februari 2015.

National Association for Stock Car Auto Racing (Nascar; stiliserat som NASCAR), är en amerikansk motorsportorganisation som bland annat driver serierna Nascar Cup Series, Nascar Xfinity Series och Nascar Camping World Truck Series.

## Historik
Efter andra världskriget började racing med trimmade standardbilar, så kallad stock-car racing, på allvar bli populärt i USA. Banor anlades över hela landet och dessa drog till sig fler och fler racingsugna förare som körde inför större och större publik. Några gemensamma regler för banorna och tävlingarna existerade dock inte.

### Nascar bildas
I december 1947 ordnade därför Bill France Sr. från Daytona Beach i Florida ett möte på Streamline Hotel i staden för att diskutera frågor kring stock-car racing. Efter mötet bildades National Association for Stock Car Auto Racing, Nascar. Få, om ens någon, trodde att den nya organisationen skulle nå någon framgång.
Från början var det spritsmugglare med bilar med stora och starka motorer för att kunna köra ifrån polisen.
De började sedan att tävla mot varandra om vem som var snabbast, och så föddes racingen som blev Nascar.

### Den första tävlingen
Nu hände saker och ting snabbt. Den första tävlingen med tillstånd från Nascar hölls på Daytonas strandbana den 15 februari 1948, två månader efter det första organiserade mötet. 1949 föddes den första tävlingsdivisionen i USA, Nascar Strictly Stock Series (nuvarande Nascar Cup Series). Året efter bytte serien namn till Nascar Grand National Series.  Jim Roper från Great Bend, Kansas, vann den första Nascar Grand National-tävlingen som hölls på Charlotte Fairgrounds i Charlotte, North Carolina.

### Serien växer

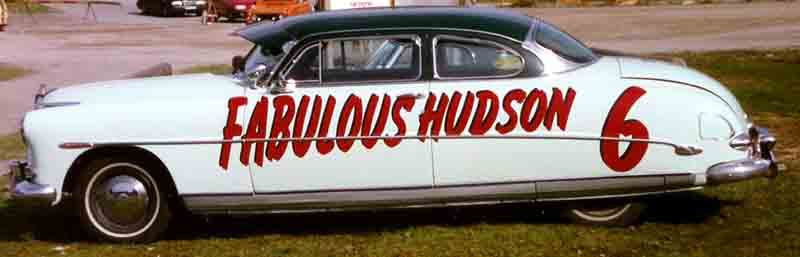
Hudson Hornet var mycket framgångsrik inom Nascar-racingen, och tog hem totalsegern 1951, 1952 och 1953.

Planer drogs upp för att kunna erbjuda Nascar-publiken större och snabbare tävlingar.
Snart öppnades dörrarna till landets första superspeedway med asfalt, Darlington Raceway i South Carolina.
Under de första tio åren växte Nascar enormt. Namn som Lee Petty, Fireball Roberts, Buck Baker, Herb Thomas, The Flock Brothers, Bill Rexford, Paul Goldsmith med flera blev lika kända för racingfans som Willie, Mickey och Duke var för basebollfans.

### Daytona Speedway
Efter framgångarna i Darlington började Bill France Sr. att bygga en fyra kilometer lång superspeedway med doserade kurvor, drygt sex kilometer från stranden i Daytona Beach.
I slutet av Nascars första tioårsperiod hade staden inte bara hållit fast vid sina tävlingsrötter utan också vuxit ur strandracingen och 1959 flyttat tävlingarna till Daytona International Speedway. Det första Daytona 500-loppet avgjordes först efter tre dagar. Så lång tid tog det nämligen för Nascar-funktionärerna att studera målfotot med Lee Petty och Johnny Beauchamp, innan Petty korades som segrare.

### Nascar på TV
1960 byggdes superspeedways utanför Atlanta i Georgia och Charlotte i North Carolina.
1961 visades ABC Firecracker 400 från Daytona Beach på TV.
Publikmassorna på läktarna överträffades flera gånger om av fans framför TV:apparaterna. TV-sändningarna hjälpte till att ge Nascar miljontals nya fans, en trend som håller i sig än idag.

### 60 race per säsong

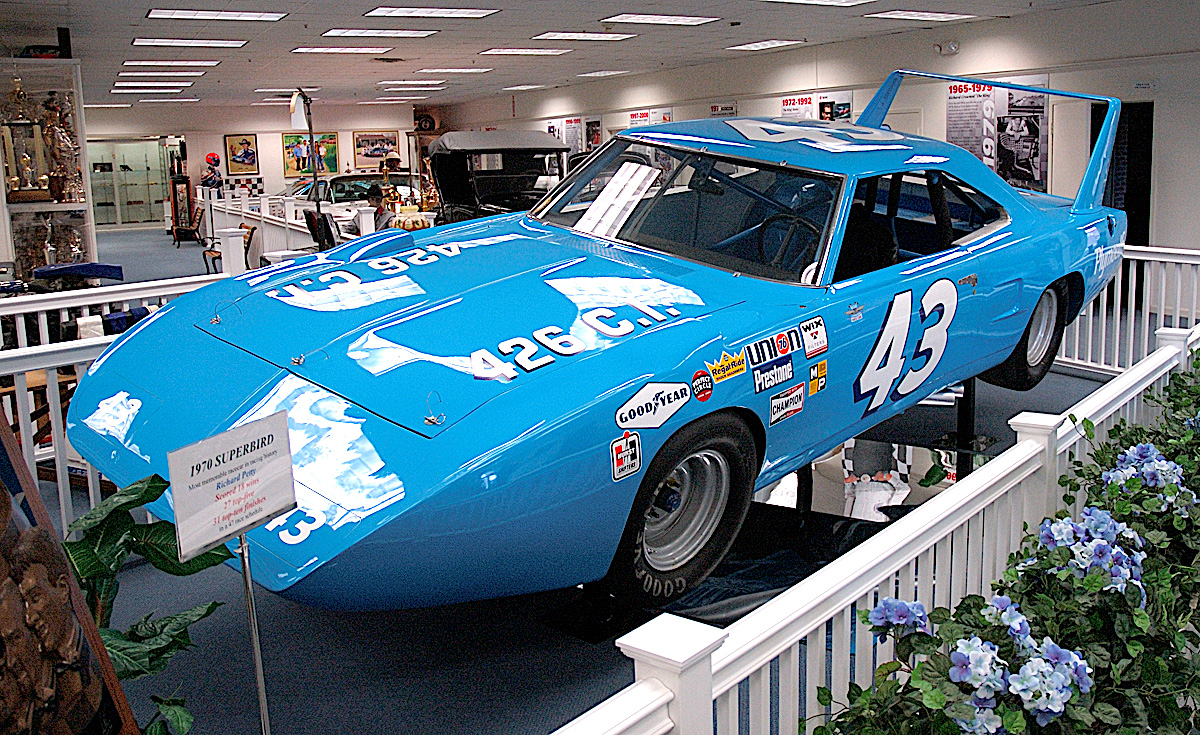
Richard Pettys Plymouth Superbird 1970

Richard Petty, Buddy Baker, Cale Yarborough, Ned Jarrett, David Pearson och Bobby Allison var bland de förare som ledde Nascar genom en period som bjöd på mer än 60 tävlingar per år på banor från Florida till Kalifornien till Maine. Intresset växte bland fansen och kraven på större, varför snabbare banor tillkom.
France öppnade den 4,28 km långa Alabama International Motor Speedway, numera kallad Talladega Superspeedway, som är den största och snabbaste motorsportbanan i världen. Nya banor tillkom kontinuerligt.

### Winston Cup startar
Företagssponsringen började 1971 när R.J. Tobacco Company genom sitt cigarettmärke Winston, gav namn åt Nascars snabbaste division: Nascar Winston Cup Series var född.
1976 slog Winston Cup publikrekord för motorsporttävlingar, då fler än 1,4 miljoner åskådare närvarade vid tävlingar enligt siffror från Goodyear. Exponeringen i TV ökade också. Daytona 500 blev 1979 den första 500-miletävlingen att sändas direkt i TV i sin helhet.
Tio år efter den första direktsändningen sändes alla av tävlingarna i Winston Cup i TV, de flesta av dem direkt.

### Reklam för flingor och tvättmedel
På 1970-talet började stora företag som General Foods, Procter & Gamble och Kelloggs inse att intresset för stock-car racing var betydande.
Förare som Darrell Waltrip, Dale Earnhardt, Bill Elliott och andra började utmana Petty, Allison och Yarborough.
Nascar blev allt större och fick fler och fler TV-tittare.
Därför gjorde många av bilarna reklam för vanliga konsumentprodukter som tvättmedel, kaffe och frukostflingor, något som fortfarande är mycket ovanligt inom annan motorsport.

### Gamla stjärnor och nya

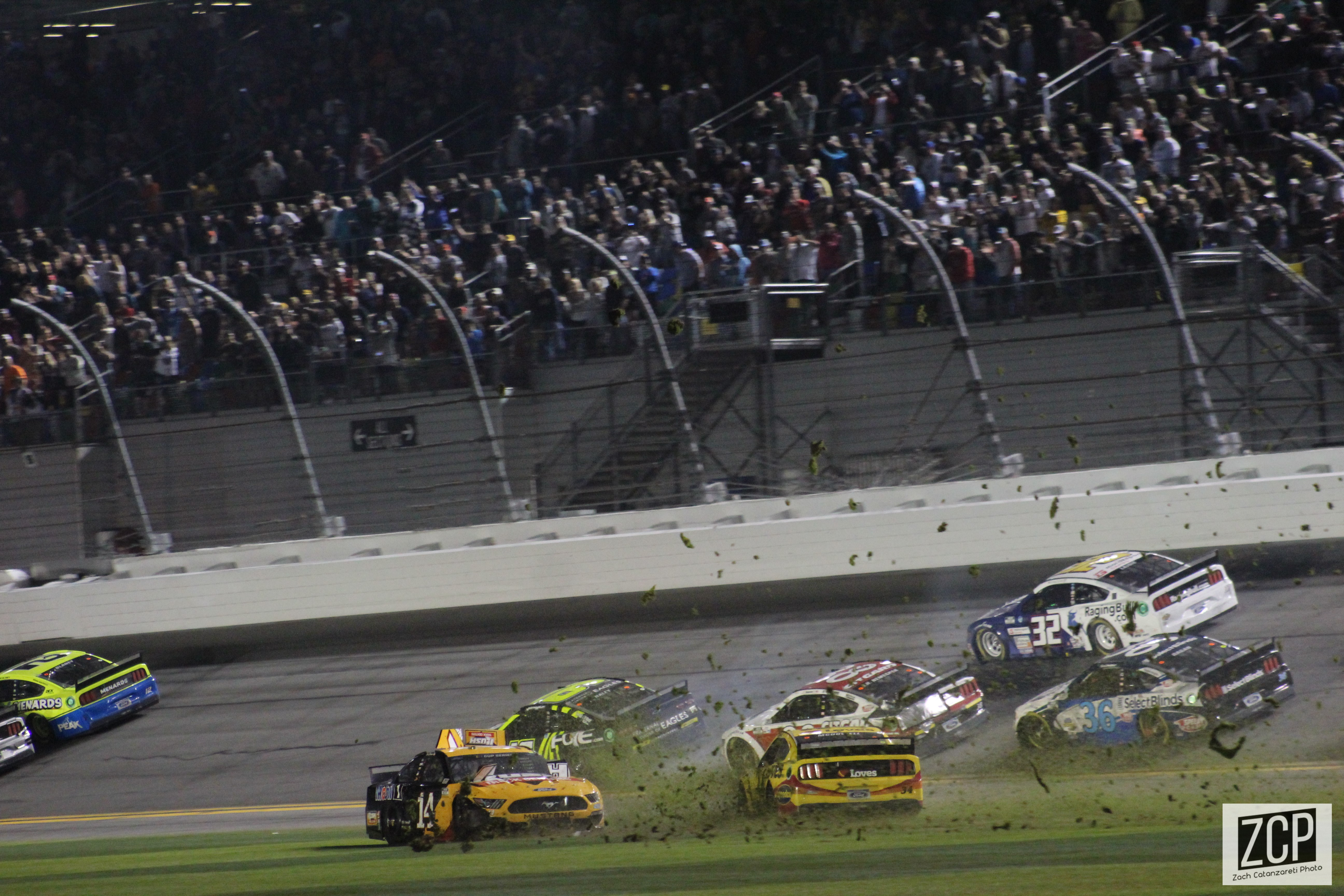
Spektakulära krascher är vanliga inom Nascar

Vid millennieskiftet dominerades den högsta serien, Nascar Cup Series (tidigare Winston Cup, Nextel Cup, Sprint Cup och Monster Energy Nascar Cup Series) av både nya och gamla namn. Veteraner som Mark Martin, Michael Waltrip och Ken Schrader körde sida vid sida med unga stjärnor som Kasey Kahne, Ryan Newman, Matt Kenseth, Jimmie Johnson och Carl Edwards.

### Över sju miljoner Nascar-fans ser tävlingarna på plats per säsong
1994 drog Nascar 4 896 000 fans till 31 tävlingar, vilket var nästan en miljon fler än året innan och i genomsnitt 157 936 per tävling. 1994 drog Brickyard 400, den första stock-car-tävlingen någonsin på den berömda Indianapolis Motor Speedway, en beräknad publik på 315 000 till en tävling där nära en miljon biljetter efterfrågats. Premiären av Brickyard 400 vanns av Jeff Gordon. Notabelt är att tävlingen 1995 såldes slut på mindre än en vecka. 
Nascar Cup Series har idag mer än 100 000 åskådare i snitt per tävling. Förutom de drygt sju miljoner människor som var på plats vid Nascar Cup Series och Nascar Xfinity Series, den tidigare Nationwide Series, följde mer än 200 miljoner racingfans loppen i TV årligen.

## Miljardindustri
Nascar är idag en enorm industri och omsätter flera miljarder dollar, en inte obetydlig del av omsättningen är souvenirer och olika samlarföremål knutna till sporten och dess stjärnor. Snart sagt varje föremål som man omger sig med i sitt dagliga liv går numera att få med favoritförarens nummer. Serien rankas som nummer två när det gäller marknadsvärde inom motorsporten, endast slagen av formel 1.

## Svenskar i Nascar

### Historik
Endast fyra svenskar har tävlat i någon av Nascars serier. Mattias Ekström är den enda som tävlat i Nascar Cup Series, vilket han gjorde 2010 på Sonoma (21:a plats) och Richmond (31:a plats) efter att han tidigare samma år debuterat i Nascar K&N Pro Series West på Sonoma .Tidigare hade endast Niclas Jönsson tagit sig an Nascar Xfinity Series 2007 på Circuit Gilles Villeneuve där han slutade på 12:e plats. Alx Danielsson gjorde ett race på Mid-Ohio i Nascar Xfinity Series 2013 där han slutade på 37:e plats, efter att han tidigare samma år inte lyckades att kvalificera in i K&N Pro Series på Bristol. Danielsson tävlade efter det i Arca Racing Series på Daytona International Speedway 2014 där han slutade på 21:a plats och 2016 på Nashville Speedway där han även då slutade på 21:a plats. 

### Aktiva svenskar i Nascar
Jonas Fors är sedan 2017 den enda aktiva svensken i Nascar i USA då han efter tävlande i Late Models tog steget till Nascar K&N Pro Series West med en 23:e plats på All American Speedway och 27:e plats på Kern County Raceway Park. Sedan januari 2018 är han testförare i Arca Racing Series för Patriot Motorsports Group.